# Shaw Cairn

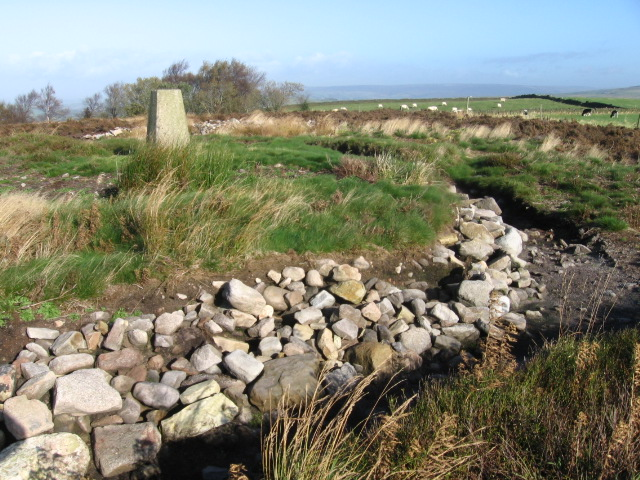
Cairn und trignometrischer Punkt

Der Shaw Cairn (auch Shaw Farm Cairn oder Mellor Moor genannt) ist ein bronzezeitlicher Cairn und ein Scheduled Monument auf dem Cobden Edge südlich von Mellor im Peak District in England, der 1976 von Amateurarchäologen angegraben wurde und seit 2008 ausgegraben wird.
Der Reverend Marriott erwähnt den Cairn bereits im Jahre 1800 in seinem Buch "Antiquitäten in der Nähe der Shaw Farm". 1976 wurden in dem von zwei Randsteinreihen gefassten Rundhügel Brandbestattungen sowie Töpferware, Werkzeuge aus Feuerstein und 10.000 Jahre alte mittelsteinzeitliche Feuersteinobjekte gefunden.
Ab 2008 gruben die Archäologen Peter Noble und Bob Johnston den Grabhügel und die Umgebung weiter aus. Unter den Fundstücken einer Körperbestattung der sogenannten „Mellor Princess“ in einer Steinkiste ragt eine sehr seltene, 4000 Jahre alte Bernsteinkette heraus. Es ist die erste Halskette dieser Art aus der frühen Bronzezeit, die in Nordwestengland gefunden wurde. Die aus Dutzenden durchbohrter Bernsteinperlen in verschiedener Größe bestehende Kette war in dieser Periode ein Statussymbol. 
In jüngerer Zeit hat sich die Keramik der früheren Ausgrabung als eine der bedeutendsten Sammlungen von frühbronzezeitlicher Keramik in Nordwestengland erwiesen.